# Sendeanlagen auf dem Brocken

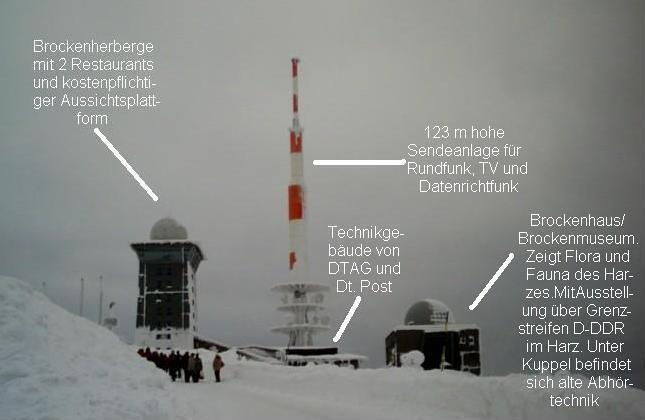
Der Brocken: Gebäude und Einrichtungen

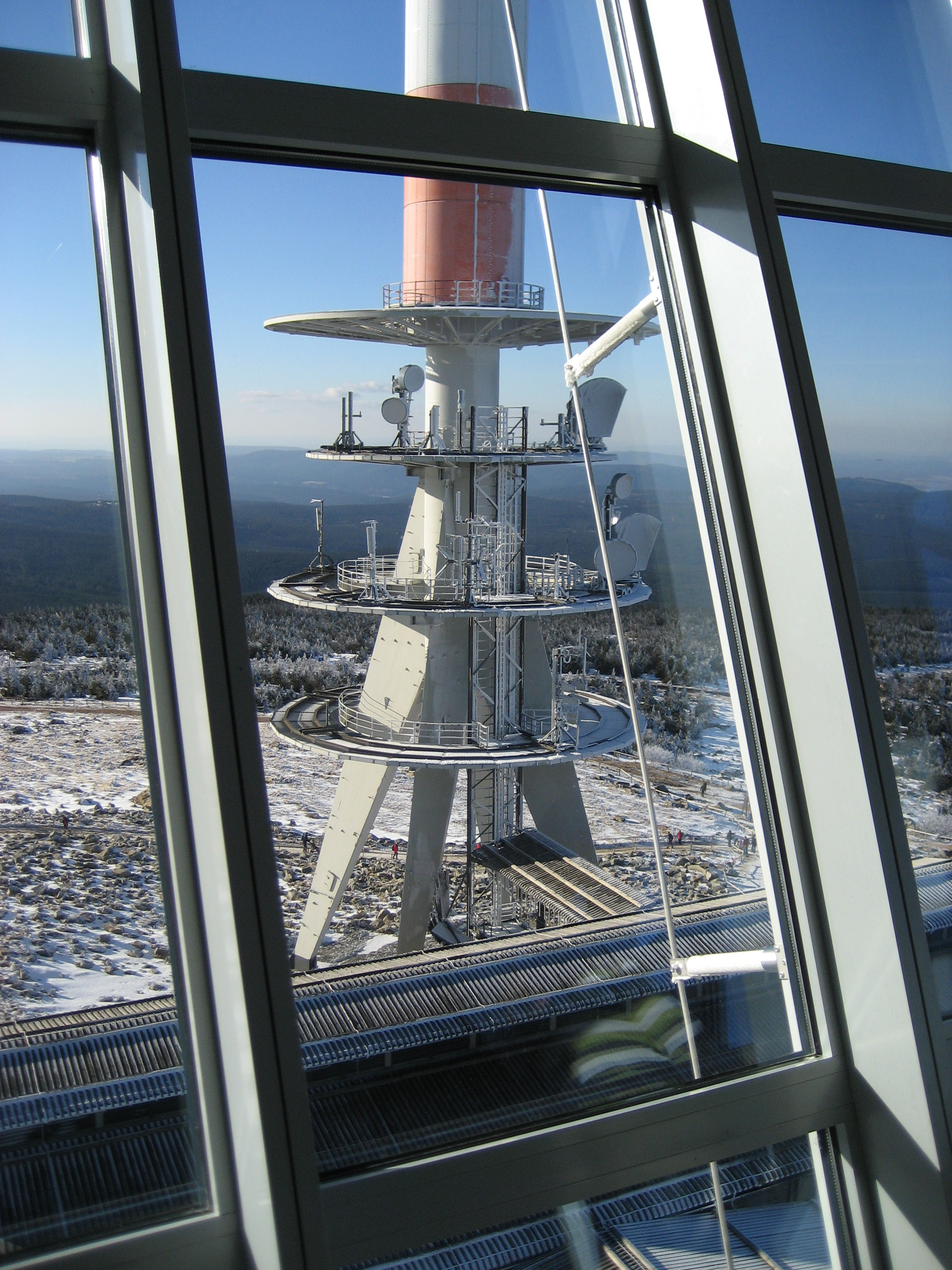
Trägerplattformen des Sendeturms für verschiedene Antennen; Blick von der Aussichtsebene des Brockenhotels

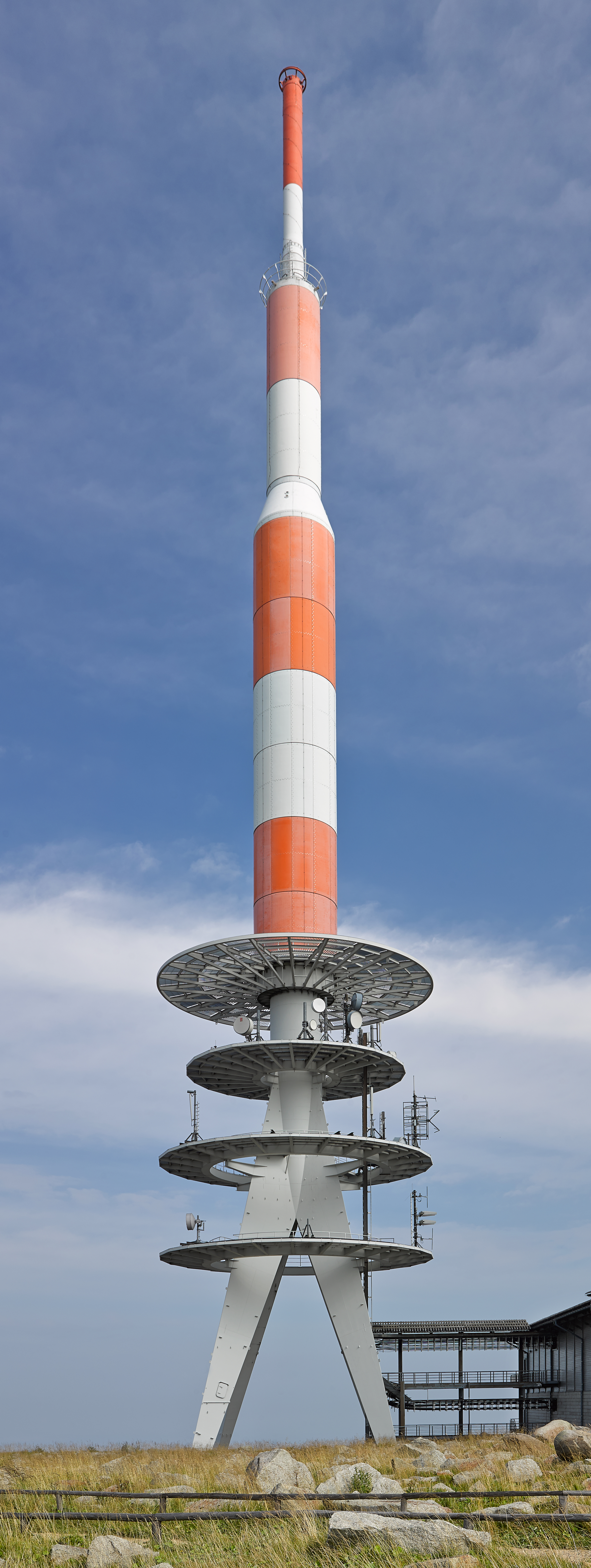
Sendeturm auf dem Brocken von 1973 im Jahr 2013

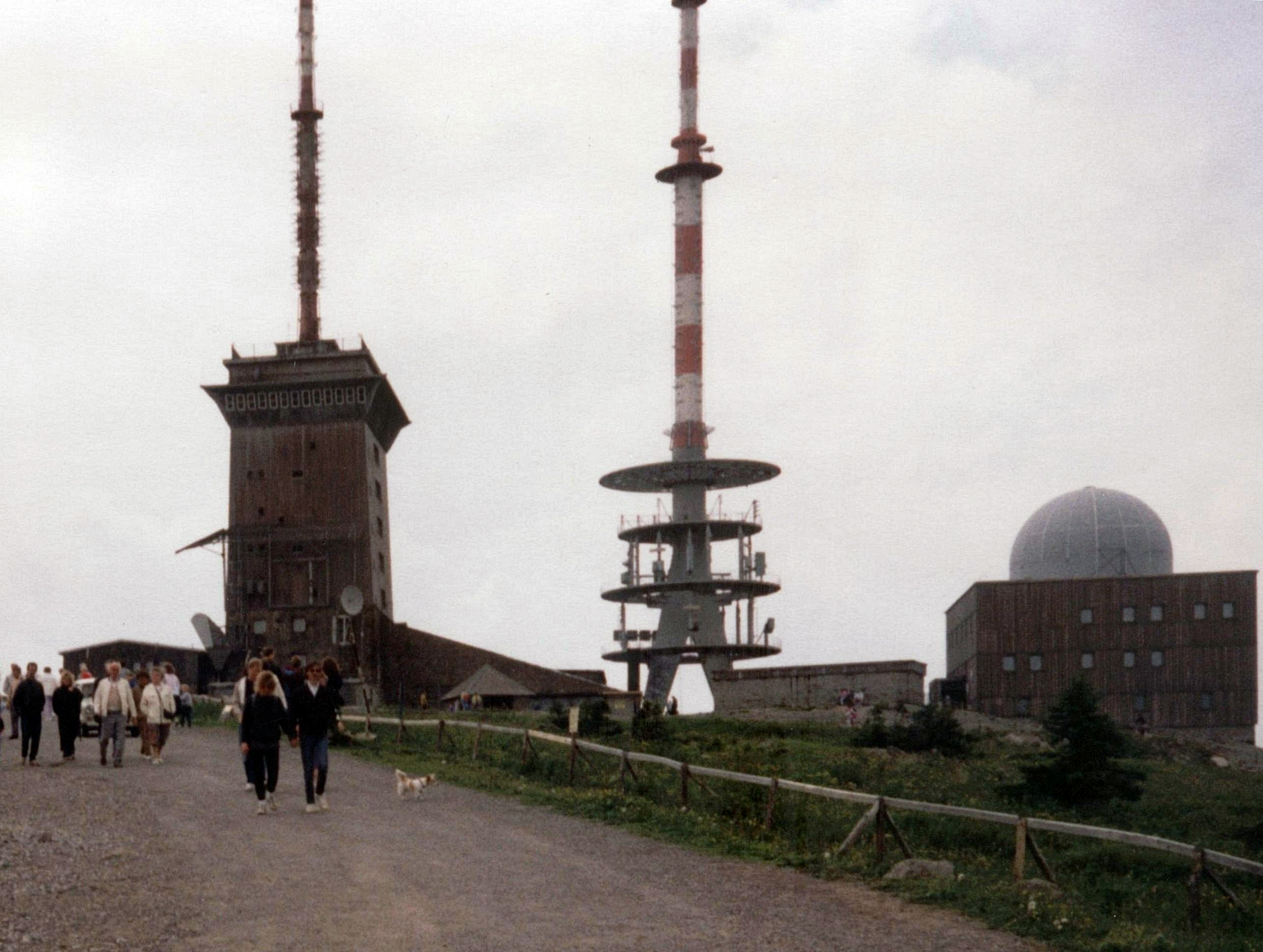
Sendeanlagen im Sommer 1991 mit dem damals noch schlanken Antennenträger des großen Sendemastes. Rechts die ehemals von der Stasi genutzte „Moschee“.

Auf dem Brocken im Harz befinden sich umfangreiche Sendeanlagen, davon insgesamt 13 Rundfunksender: 10 Sender für analogen (UKW) und digitalen (DAB) Hörfunk und 3 Fernsehsender für die Ausstrahlung von Programmpaketen (Bouquets) im Digitalformat DVB-T2 HD. Dazu kommen Sender für den Mobil- und Richtfunk, eine MSSR-Radarstation der Deutschen Flugsicherung (DFS) und drei Amateurfunkrelais.

## Geschichte

### Alter Fernsehturm von 1936
Die ersten Planungen eines Sendernetzes für das neue Medium Fernsehen (siehe auch Geschichte des Fernsehens in Deutschland) begann die Deutsche Reichspost im Jahr 1934. Neben dem Fernsehsender Paul Nipkow in Berlin-Witzleben waren als Senderstandorte u. a. der Feldberg im Taunus, der Inselsberg im Thüringer Wald sowie Zugspitze, Schneekoppe und der Brocken vorgesehen. Auf seinem Gipfel wurde zwischen 1936 und 1937 der erste deutsche Fernsehturm gebaut, der jetzt als Brockenhotel, Aussichtsturm und Radarstation dient.
Der Turm sollte ab 1939, zusammen mit dem Fernsehturm auf dem Großen Feldberg und dem Sender Inselsberg, das Fernsehprogramm im nordwestlichen- und mitteldeutschen Raum verbreiten, wozu es nach Beginn des Zweiten Weltkrieges nicht mehr kam. Stattdessen wurde er vom NS-Reichsluftfahrtministerium übernommen, das dort für die Luftwaffe neben akustischen Horchgeräten zur Flugzeugortung diverse funktechnische Anlagen für die Führung der Jagdflugzeuge, wie Relaisstationen sowie Peilsender und -empfänger, aufbauen ließ. In den letzten Jahren des Krieges waren auf dem Brocken auch starke Sender installiert, welche die Kommunikations- und Navigationstechnik feindlicher Flugzeuge stören sollten.
Ursprünglich war der Turm 52 m hoch. Die unteren neun Etagen bestehen aus Stahlbeton, die oberen sieben mit dem Giebeldach waren eine Holzkonstruktion, in der sich die Antennen befanden. Nach Kriegsende wurden sie demontiert und der 1948 gekürzte Turm erhielt ein Flachdach, auf das 1953 eine Rohrschlitzantenne aufgesetzt wurde, die ab 1. Juli 1955 für den Fernsehsender des DFF genutzt wurde.
Heute hat der Turm auf neun Geschossen eine Höhe von 40 m und besitzt eine mit einem Aufzug erreichbare verglaste Aussichtsplattform. Im Unterschied zu modernen Fernsehtürmen hat der Turm einen quadratischen Querschnitt und sieht eher wie ein Hochhaus aus. Die Anordnung der Scheiben in der verglasten Aussichtsplattform erinnern an das Restaurant im Berliner Funkturm. In der ersten Hälfte der 1990er Jahre wurde der Sendebetrieb auf den Stahlrohrturm verlegt und der 43 Meter hohe Sendemast vom Turmdach entfernt. Der alte Fernsehturm erhielt ein Radom aufgesetzt, in dem sich eine Radaranlage der Deutschen Flugsicherung befindet.

### Stahlrohrturm von 1973
Auch zu DDR-Zeiten war der Brocken – trotz seiner Lage im Grenzsperrgebiet – Standort von Fernseh- und Rundfunksendern. Da der alte Fernsehturm den wachsenden funktechnischen Anforderungen nicht mehr genügte, wurde 1973 ein neuer 123 m hoher Sendeturm errichtet. Dieser Turm ist ein auf vier Beinen, in denen sich auch Kabelschächte und Zugangsmöglichkeiten befinden, stehender Stahlrohrturm, der knapp oberhalb seiner Vierfußkonstruktion drei Richtfunkplattformen trägt. Er ist im Unterschied zum alten Fernsehturm für die Öffentlichkeit nicht zugänglich. In den 1990er Jahren wurde der untere Teil des Antennenträgers im Durchmesser erheblich vergrößert.
Der auf dem Turm aufgesetzte und ursprünglich 23 Meter hohe selbsttragende GFK-Antennenzylinder wurde 2007 durch einen 15 Meter hohen Zylinder ersetzt, sodass der Turm mit dem GFK-Zylinder heute 115 m hoch ist.
Eigentümer beider Türme ist die Deutsche Funkturm (DFMG), eine Tochtergesellschaft der Deutschen Telekom mit Sitz in Münster.

### Anlagen von SED, Geheimdiensten und Militär zu DDR-Zeiten
In der nordöstlichen Ecke des von einer Betonmauer umgebenen Brockenplateaus stand ein 1998 abgerissener so genannter A-Turm. Er diente als Relaisstelle im Richtfunknetz der SED für Verbindungen zu SED-Kreisleitungen in der Harzregion. Weiterhin stand ein dunkelgrün angestrichener, vom OTS (Operativ-technischer Sektor) gebauter und von der Hauptverwaltung A des MfS genutzter, hoher Stahlgittermast, der mit einer Batterie in westliche Richtungen zeigender Antennen bestückt war, südwestlich des Brockenbahnhofs, in der Nähe des höchsten Punktes. Damit empfing die Stasi Funksignale ihrer im Westen tätigen Agenten. Das MfS belegte zunächst eine Etage im alten Fernsehturm, und auch Plätze auf den Plattformen des neuen Sendeturmes. Das heutige Brockenmuseum mitsamt dem Radom (im ostdeutschen Jargon „die Moschee“ genannt) wurde 1983 bis 1986 für die Staatssicherheit erbaut. Die teilweise noch vorhandene MfS-Abhörtechnik in der Radarkuppel kann besichtigt werden. Weiterhin belauschte die Stasi Telefongespräche prominenter westdeutscher Personen und hörte auch den Funkverkehr der in den sozialistischen Staaten tätigen West-Spione ab.
Bekanntheit erlangte eine vom Brocken aus vorgenommene Bespitzelung Helmut Kohls, als dieser 1987 auf dem Weg nach Saarbrücken zum Treffen mit Erich Honecker war. Kohl besprach auf dieser Reise mit einem seiner Mitarbeiter Einzelheiten der geplanten Unterredung mit dem DDR-Staatschef. Noch bevor Kohl und Honecker sich begegneten, erfuhr Letzterer durch das MfS, was Kohl mit ihm besprechen wollte.
Für die Hauptabteilung III des MfS gab es zudem westlich des großen Sendemastes noch ein großes, auf dem Boden stehendes Radom, sowie drei weitere, kleine Radome südwestlich und nahe dem Mast. 21 Mann arbeiteten im Dreischichtbetrieb für die MfS-Funkaufklärung. Funkaufklärer der NVA waren zeitweise, z. B. während großer NATO-Manöver, auf dem Gipfel. Die Planung einer ständigen NVA-Anlage für Richtfunkaufklärung ab 1992 auf dem Königsberg (Nebengipfel) wurde von der Wende überholt. Zwei weitere, größere Radome wurden von sowjetischen Truppen betrieben, die deren Militärgeheimdienst GRU unterstanden und der westlichste Vorposten der Sowjetunion waren. Diese waren in mehreren Baracken westlich des Bahnhofs, wo der mit 263 km/h bisher stärkste gemessene Brockensturm am 24. November 1984 bei einer das komplette Dach herunterriß, auf dem Berg präsent. Die leistungsfähigen Abhöranlagen trugen die Tarnnamen „Urian“ (MfS) und „Jenissej“ (GSSD / GRU).

## Reichweite
Die exponierte geographische Lage in Sachsen-Anhalt macht den Standort insbesondere für die Ausstrahlung von UKW-Hörfunk attraktiv. Der Rundfunk der DDR konnte über den Brocken in weiten Teilen der alten Bundesrepublik empfangen werden. Abgedeckt werden die östliche Hälfte Niedersachsens mit den Großräumen Hannover und Braunschweig, Nord- und Osthessen, nördliche Randgebiete Bayerns, das östliche Nordrhein-Westfalen bis in die Ausläufer des Ruhrgebiets, Bremen und teilweise auch Hamburg und West-Berlin. In Ostdeutschland decken die Sender nahezu ganz Sachsen-Anhalt, den Großraum Leipzig in Sachsen und große Teile Thüringens ab.
Der Sender Brocken hat in Deutschland eines der größten Versorgungsgebiete und gilt neben dem Sender Wendelstein in Bayern als reichweitenstärkste und leistungsfähigste deutsche Sendeanlage im UHF-/VHF-Bereich. Die technische Reichweite des Senders Brocken erfasst 25 Millionen Menschen, das übertrifft in Deutschland kein anderer Sender. Vor der Einführung von Satellitenempfang und Internetstreaming waren die Überreichweiten vor allem bei Inversionswetterlagen legendär, so konnte man die UKW-Sender Brocken teilweise auch in Skandinavien und in Polen empfangen.

## Sender

### UKW-Hörfunk
Über die 89 MHz wurde bis zur deutschen Wiedervereinigung das Informationsprogramm Radio DDR I  ausgestrahlt; nach einer Übergangszeit (Radio Aktuell als Nachfolgeprogramm von Radio DDR I mit identischem Sendegebiet) wurde sie von drei Privatsendern betrieben, von denen Radio Brocken herausragende Bekanntheit erreichte. Ab dem 2. Mai 2001 wurde über diese Frequenz das DAB-Programm Project 89,0 digital parallel und zu Promotionzwecken ausgestrahlt. Seit 24. August 2003 sendet darüber 89.0 RTL, das keine anderen UKW-Frequenzen verwendet und wegen des großräumigen Sendegebiets faktisch – wenn auch nicht rechtlich – einen der wenigen deutschen Mehrländer-Privatsender darstellt.
Weitere Frequenzen sind die 94,6 MHz (früher das Kultur- und Bildungsprogramm Radio DDR II mit Regionalprogramm Sender Magdeburg; heute MDR Sachsen-Anhalt), die 97,4 MHz (früher Deutschlandsender bzw. Stimme der DDR, dann Deutschlandradio Kultur, jetzt Deutschlandfunk Kultur), die 101,4 MHz (früher Jugendradio DT64, jetzt radio SAW), die 91,5 MHz (früher Berliner Rundfunk, jetzt MDR Jump) und die reichweitenstärkste Frequenz Deutschlands, die 89,0 MHz (89.0 RTL).
Obwohl der Sendestandort im heutigen Sachsen-Anhalt und damit im Lizenzierungsgebiet der Medienanstalt Sachsen-Anhalt liegt, besteht das Kuriosum, dass die nur für Sachsen-Anhalt lizenzierten privaten Veranstalter 89.0 RTL und radio SAW Teile anderer Bundesländer (westl. Brandenburg, südl. Niedersachsen, Nordhessen, östl. Nordrhein-Westfalen, nordwestl. Sachsen, Nordthüringen) mit versorgen können und dieses erweiterte Sendegebiet gezielt zur Vergrößerung des Werbemarktes berücksichtigen.

### Fernsehen
Für das staatliche DDR-Fernsehen (Deutscher Fernsehfunk/DFF, ab 1972: Fernsehen der DDR) war der Brocken ein bedeutender TV-Senderstandort. In weiten Teilen der alten Bundesrepublik konnten die beiden DDR-Fernsehprogramme vom Sender Brocken empfangen werden. Wegen der Verwendung des französischen SECAM-Verfahrens für das DDR-Farbfernsehen war in Westdeutschland ohne einen teuren Mehrnormenempfänger bzw. den Einbau eines PAL/SECAM-Decoders („DDR-Farbe“) nur der Empfang in schwarzweiß möglich.
Weil heute das dritte Programm des MDR über den Brocken gemäß seiner Landeszugehörigkeit das sachsen-anhaltische Regionalprogramm ausstrahlt, sind für thüringische und sächsische Versorgungsgebiete, die zu DDR-Zeiten ihren Fernsehempfang vom Brocken bezogen haben, neue TV-Sendeanlagen mit kleinen Abdeckungsgebieten für die jeweiligen Regionalprogramme errichtet worden. Entsprechend wurde auch beim UKW-Hörfunk verfahren.
Bis zur Umstellung auf DVB-T am 9. Oktober 2007 wurde das analoge Fernsehen ausgestrahlt.

### Amateurfunk
Auf dem Brocken sind drei Amateurfunkrelais installiert.
Der QTH-Locator der Stationen ist JO51HT.
- ATV-Relais DB0HEX (RX: 1251 MHz, 2380 MHz, 10420 MHz; TX: 1280 MHz (DATV), 10.180 MHz, 24.100 MHz)
- D-Voice-Relais DB0BRO (RX/TX: 144,975/145,575 MHz (C4FM), 431,4375/439,0375 MHz (C4FM), 431,5375/439,1375 MHz (DMR), 431,8375/439,4375 MHz (D-Star))
- FM-Relais (70-Zentimeter-Band) DB0HSB (RX: 431,725 MHz, TX: 439,325 MHz), Sendeleistung 8 Watt[10]

## Aktuelle Programme und Frequenzen

### Analoges Radio (UKW)
Sechs UKW-Hörfunkprogramme werden ausgestrahlt:
| Frequenz (MHz) | Programm               | RDS PS            | RDS PI                | Regionalisierung  | ERP (kW) | Antennendiagramm rund (ND)/gerichtet (D) | Polarisation horizontal (H)/vertikal (V) |
| -------------- | ---------------------- | ----------------- | --------------------- | ----------------- | -------- | ---------------------------------------- | ---------------------------------------- |
| 94,6           | MDR Sachsen-Anhalt     | MDR_S-AN          | D4D1                  | Magdeburg         | 60       | ND                                       | H                                        |
| 91,5           | MDR Jump               | MDR_JUMP          | D3C2                  | –                 | 100      | ND                                       | H                                        |
| 107,8          | MDR Kultur             | __MDR___ _KULTUR_ | D3C3                  | –                 | 10       | ND                                       | H                                        |
| 97,4           | Deutschlandfunk Kultur | Dlf_Kult          | D220                  | –                 | 100      | ND                                       | H                                        |
| 101,4          | Radio SAW              | _S_A_W__ _S*A*W__ | D5D9 (regional), D3D9 | Magdeburg/Altmark | 100      | D (30°-0°)                               | H                                        |
| 89,0           | 89.0 RTL               | 89.0_RTL          | D0DB                  | –                 | 60       | ND                                       | H                                        |

### Digitales Radio (DAB+)
Drei Sender strahlen jeweils einen DAB-Block in vertikaler Polarisierung im Gleichwellenbetrieb mit anderen DAB-Sendern aus. In DAB+ werden folgende Programme ausgestrahlt:
| Block                        | Programme (Datendienste) | ERP (kW) | Antennen- diagramm rund (ND), gerichtet (D) | Gleichwellennetz (SFN) |
| ---------------------------- | --- | -------- | ------------------------------------------- | --- |
| 5C DR Deutschland (D__00188) | DAB-Block der Media Broadcast: - Absolut relax (72 kbps) - Dlf (104 kbps) - Dlf Kultur (112 kbps) - Dlf Nova (104 kbps) - DRadio DokDeb (48 kbps) - Energy Digital (72 kbps) - ERF Plus (64 kbps) - Klassik Radio (72 kbps) - Radio Bob (72 kbps) - Radio Horeb (48 kbps) - Radio Schlagerparadies (64 kbps) - Schwarzwaldradio (64 kbps) - sunshine live (72 kbps) - DRadio Daten (32 kbps Daten) - EPG Deutschland (16 kbps Daten) - TPEG (16 kbps Daten) - TPEG_MM (16 kbps Daten) | 2        | ND                                          | - Baden-Württemberg: Aalen, Baden-Baden (Fremersberg), Bad Mergentheim, Blauen, Brandenkopf, Donaueschingen, Feldberg im Schwarzwald, Freiburg (Vogtsburg-Totenkopf), Geislingen (Oberböhringen), Großerlach (Hohe Brach), Heidelberg (Königstuhl), Heilbronn (Schweinsberg), Hochrhein (Rickenbach), Hornisgrinde, Pforzheim (Schömberg-Langenbrand), Raichberg, Ravensburg (Höchsten), Reutlingen, Stuttgart (Frauenkopf), Ulm (Kuhberg) - Bayern: Amberg (Hirschau), Aschaffenburg (Pfaffenberg), Augsburg (Hotelturm), Bad Tölz (Gaißach), Balderschwang, Bamberg (Geisberg), Büttelberg, Brotjacklriegel, Dillberg, Grünten, Herzogstand, Hochberg (Traunstein), Hoher Bogen, Inntal (Ebbs), Ingolstadt (Gelbelsee), Kreuzberg/Rhön, Landshut (Altdorf), München (Olympiaturm), Nennslingen (Büchelberg), Nürnberg, Oberammergau, Ochsenkopf, Passau, Pfänder, Pfaffenhofen, Pfarrkirchen, Pfronten, Regensburg (Hohe Linie), Unterringingen, Untersberg, Wendelstein (Bayrischzell), Würzburg (Frankenwarte) - Berlin: Berlin (Alexanderplatz), Berlin (Scholzplatz) - Brandenburg: Bad Belzig, Booßen, Brandenburg/Havel, Calau, Casekow, Cottbus, Eberswalde (geplant), Eisenhüttenstadt, Neuruppin (geplant), Petkus, Pritzwalk, Templin - Bremen: Bremen (Walle), Bremerhaven-Schiffdorf - Hamburg: Hamburg (Moorfleet), Hamburg (Heinrich-Hertz-Turm) - Hessen: Bad Hersfeld (Rimberg), Biedenkopf (Sackpfeife), Fulda (Hummelskopf), Frankfurt (Europaturm), Gelnhausen (Schnepfenkopf), Gießen (Dünsberg), Großer Feldberg, Hardberg, Hohe Wurzel, Hoher Meißner, Kassel (Habichtswald), Mainz-Kastel - Mecklenburg-Vorpommern: Garz (Rügen), Güstrow, Malchin, Neubrandenburg-Süd, Neustrelitz (geplant), Rostock (Toitenwinkel), Röbel, Schwerin (Zippendorf-Gr.Dreesch), Torgelow, Wismar/Rüggow, Züssow - Niedersachsen: Aurich-Popens, Braunschweig (Broitzem), Braunschweig (Drachenberg), Cuxhaven-Stadt, Dannenberg, Göttingen (Bovenden-Osterberg), Hannover (Telemax), Lingen, Lüneburg-Neu Wendhausen, Molbergen-Peheim, Osnabrück (Bramsche-Schleptruper Egge), Hildesheim (Sibbesse), Steinkimmen, Uelzen, Visselhövede, Wilhelmshaven - Nordrhein-Westfalen: Aachen (Karlshöhe), Bergneustadt-Wiedenest (R), Bielefeld (Hünenburg), Bonn (Venusberg), Dortmund (Florianturm), Düsseldorf (Rheinturm), Eggegebirge, Herscheid, Hochsauerland (Hunau), Hürtgenwald-Großhau, Köln (Colonius), Langenberg, Lügde-Rischenau (Köterberg), Meschede (geplant), Minden (Jakobsberg), Münster (Fernmeldeturm), Schöppingen, Siegen-Süd, Wesel - Rheinland-Pfalz: Bad Kreuznach (Schanzenkopf), Bad Marienberg (Westerwald), Bornberg, Daun (Eifel), Edenkoben (Kalmit), Heckenbach-Schöneberg (Ahrweiler), Haardtkopf (geplant), Idar-Oberstein, Kaiserslautern, Kettrichhof, Koblenz (Kühkopf), Schnee-Eifel (geplant), Trier (Petrisberg) - Saarland: Merzig-Merchingen, Saarbrücken (Schoksberg) - Sachsen: Chemnitz, Dresden, Geyer, Leipzig, Löbau, Neustadt, Niederschöna (geplant), Oschatz, Schöneck, Zwickau Ost - Sachsen-Anhalt: Brocken, Burg, Dequede, Petersberg, Pettstädt (Weißenfels), Schneidlingen, Wittenberg - Schleswig-Holstein: Bungsberg, Bredstedt (geplant), Flensburg, Garding (geplant), Heide, Helgoland, Hennstedt, Itzehoe (geplant), Kiel (Kronshagen), Lübeck (Stockelsdorf), Schleswig, Niebüll (Süderlügum), Westerland (Sylt) - Thüringen: Bleßberg (Sonneberg), Erfurt-Hochheim, Gera, Inselsberg, Jena (Oßmaritz), Kulpenberg, Lobenstein (Sieglitzberg), Saalfeld (Remda), Weimar (Ettersberg) |
| 5D Antenne DE (D__00364)     | DAB-Block von Antenne Deutschland: - 80s80s (72 kbps) - 90s90s (72 kbps) - Absolut Bella (72 kbps) - Absolut Germany (72 kbps) - Absolut HOT (72 kbps) - Absolut Oldie (72 kbps) - Absolut TOP (72 kbps) - AIDAradio (72 kbps) - Ballermann Radio (72 kbps) - Beats Radio (72 kbps) - Brillux Radio (72 kbps) - Nostalgie (72 kbps) - Oldie Antenne (72 kbps) - RTL Radio (72 kbps) - Rock Antenne (72 kbps) - Toggo Radio (72 kbps)                                                  | 2        | ND                                          | - Bayern: Amberg (Hirschau), Bamberg (Geisberg), Ingolstadt (Gelbelsee), Kreuzberg/Rhön, Nürnberg, Ochsenkopf, Pfaffenhofen, Regensburg (Hohe Linie), Würzburg (Frankenwarte) - Berlin: Berlin (Alexanderplatz), Berlin (Scholzplatz) - Brandenburg: Casekow, Cottbus, Pritzwalk - Bremen: Bremen (Walle) - Hamburg: Hamburg (Heinrich-Hertz-Turm) - Mecklenburg-Vorpommern: Rostock (Toitenwinkel), Schwerin (Zippendorf-Gr.Dreesch), Züssow - Niedersachsen: Braunschweig (Broitzem), Cuxhaven-Stadt, Göttingen (Bovenden-Osterberg), Hannover (Telemax), Hildesheim (Sibbesse/Griesberg), Lüneburg-Neu Wendhausen, Molbergen-Peheim, Osnabrück (Bramsche-Schleptruper Egge), Visselhövede - Nordrhein-Westfalen: Bielefeld (Hünenburg), Minden (Jakobsberg) - Sachsen: Dresden, Geyer, Leipzig, Löbau/Schafberg, Oschatz, Schöneck - Sachsen-Anhalt: Brocken, Burg, Petersberg, Wittenberg - Schleswig-Holstein: Flensburg, Heide, Kiel (Kronshagen), Lübeck (Stockelsdorf) - Thüringen: Erfurt-Hochheim, Gera, Inselsberg, Jena (Oßmaritz), Kulpenberg, Lobenstein (Sieglitzberg), Weimar (Ettersberg) |
| 6B MDR S-ANHALT (D__00309)   | DAB-Block des MDR: - MDR Jump (88 kbps) - MDR Kultur (88 kbps) - MDR Tweens (80 kbps) - MDR Sputnik (88 kbps) - MDR Aktuell (72 kbps) - MDR Klassik (112 kbps) - MDR Schlagerwelt (ST) (88 kbps) - MDR Sachsen-Anhalt (DE) (88 kbps) - MDR Sachsen-Anhalt (HAL) (88 kbps) - MDR Sachsen-Anhalt (MD) (88 kbps) - MDR Sachsen-Anhalt (SDL) (88 kbps) - MDR Sachsen-Anhalt EXT (88 kbps) - MDR TPEG (16 kbps) - MDR EPG (24 kbps)                                                        | 3        | D                                           | Brocken, Burg, Dequede, Eisleben, Erxleben (Haldensleben), Hettstedt, Genthin, Jessen, Klötze, Kulpenberg, Petersberg, Pettstädt (Weißenfels), Salzwedel, Schneidlingen, Stendal, Wittenberg, Zeitz |
| 11C S-Anhalt (D__00198)      | DAB-Block der Media Broadcast: - Radio Brocken (DE) (72 kbps) - Radio Brocken (MD) (72 kbps) - Radio Brocken (HAL) (72 kbps) - Radio Brocken (ALT) (64 kbps) - Radio SAW (HARZ) (72 kbps) - Radio SAW (HAL) (72 kbps) - Radio SAW (MD) (72 kbps) - Radio SAW (DE) (64 kbps) - Rockland (72 kbps) - 89.0 RTL (88 kbps) - 1A Deutsche Hits (72 kbps) - 89.0 RTL In The Mix (96 kbps) | 2        | D                                           | Brocken, Burg, Dequede, Petersberg, Pettstädt (Weißenfels), Schneidlingen, Wittenberg/Gallunberg |

### Digitales Fernsehen (DVB-T2 HD)
Die Umstellung des Senders Brocken auf den Standard DVB-T2 HD mit HEVC Bildcodierung war am 29. März 2017. Auf drei Kanälen wird je ein Programmpaket (Bouquet) im Gleichwellenbetrieb (Single Frequency Network) mit anderen Standorten gesendet.
freenet TV, die kostenpflichtige DVB-T2-HD-Plattform von Media Broadcast, wird weder vom Brocken, noch vom Sender Torfhaus oder Harz-West ausgestrahlt.
Am 29. Oktober 2024 teilte der MDR mit, dass MDR und ZDF am 14. Januar 2025 die DVB-T2 HD-Verbreitung am Standort Brocken, so wie auch an den Senderstandorten Inselsberg, Löbau und Wittenberg, aus Kostengründen einstellen werden.
| Kanal | Frequenz (MHz) | Multiplex                                                | Programme im Multiplex | ERP (kW) | Antennendiagramm rund (ND)/ gerichtet (D) | Polarisation horizontal (H) / vertikal (V) | Modulationsverfahren | FEC | Guardintervall | Bitrate (MBit/s) | Gleichwellennetz (SFN)         |
| ----- | -------------- | -------------------------------------------------------- | --- | -------- | ----------------------------------------- | ------------------------------------------ | -------------------- | --- | -------------- | ---------------- | ------------------------------ |
| 45    | 666            | MDR 1 (ARD)                                              | - Das Erste HD - tagesschau24 HD - MDR Sachsen HD - MDR S-Anhalt HD - MDR Thüringen HD - NDR FS NDS HD - rbb Brandenburg HD - SWR BW HD  | 50       | D (0-230°)                                | V                                          | 64-QAM               | 3/5 | 19/256         | 23,6             | Magdeburg, Brocken             |
| 34    | 578            | MDR 2 (ARD)                                              | - arte HD - PHOENIX HD - ONE HD - BR Fernsehen HD - hr-fernsehen HD - WDR HD Köln - ARD-alpha HD (Internet) 1) - SWR BW HD (Internet) 1) | 50       | D (0-230°)                                | V                                          | 64-QAM               | 3/5 | 19/256         | 23,6             | Magdeburg, Brocken             |
| 37    | 602            | Substream 0: ZDF (ZDFmobil) Substream 1: MEDIA BROADCAST | Substream 0: - ZDF HD - ZDFinfo HD - zdf_neo HD - 3sat HD - KiKA HD Substream 1: - freenet.TV connect                                    | 50       | ND                                        | V                                          | 64-QAM               | 3/5 | 19/128         | 22               | Magdeburg, Wittenberg, Brocken |

  1)Für den Empfang von ARD-alpha HD (Internet) und SWR BW HD (Internet) ist ein hbb-TV fähiges Endgerät erforderlich.

## Frühere Programme und Frequenzen

### Digitales Fernsehen (DVB-T)
Die DVB-T-Ausstrahlungen vom Brocken liefen seit 9. Oktober 2007 und waren im Gleichwellenbetrieb (Single Frequency Network) mit anderen Sendestandorten. Sie wurden am 29. März 2017, 0:00 Uhr MESZ eingestellt.
| Kanal | Frequenz (MHz) | Multiplex                         | Programme im Multiplex                                                                                                | ERP (kW) | Antennendiagramm rund (ND)/ gerichtet (D) | Polarisation horizontal (H) / vertikal (V) | Modulationsverfahren | FEC | Guardintervall | Bitrate (MBit/s) | Gleichwellennetz (SFN)                 |
| ----- | -------------- | --------------------------------- | --- | -------- | ----------------------------------------- | ------------------------------------------ | -------------------- | --- | -------------- | ---------------- | -------------------------------------- |
| 29    | 538            | ARD Digital (MDR)                 | - Das Erste (MDR) - ARTE - Phoenix - One                                                                              | 50       | D                                         | V                                          | 64-QAM               | 2/3 | 1/4            | 19,91            | Brocken, Magdeburg (Stadt)             |
| 34    | 578            | ARD regional (MDR) Sachsen-Anhalt | - MDR Fernsehen (Sachsen-Anhalt) - rbb Fernsehen (Brandenburg) - WDR Fernsehen (Köln) - NDR Fernsehen (Niedersachsen) | 50       | D                                         | V                                          | 64-QAM               | 2/3 | 1/4            | 19,91            | Brocken, Magdeburg (Stadt), Dequede    |
| 30    | 546            | ZDFmobil                          | - ZDF - 3sat - ZDFinfo - KiKA (6-21 Uhr) / ZDFneo (21-6 Uhr)                                                          | 50       | D                                         | V                                          | 16-QAM (8-k-Modus)   | 2/3 | 1/4            | 13,27            | Brocken, Magdeburg (Stadt), Wittenberg |

### Analoges Fernsehen (PAL)
Bis zur Umstellung auf digitales Fernsehen im Jahr 2007 strahlten drei analoge Grundnetzsender (PAL) Programme von ARD und ZDF aus.
| Kanal | Frequenz (MHz) | Programm                       | ERP (kW) | Sendediagramm rund (ND)/ gerichtet (D) | Polarisation horizontal (H)/ vertikal (V) |
| ----- | -------------- | ------------------------------ | -------- | -------------------------------------- | ----------------------------------------- |
| 6     | 182,25         | Das Erste (MDR)                | 100      | ND                                     | H                                         |
| 34    | 575,25         | MDR Fernsehen (Sachsen-Anhalt) | 400      | ND                                     | H                                         |
| 49    | 695,25         | ZDF                            | 390      | ND                                     | H                                         |

## Ähnliche Türme dieser Baureihe
- Inselsberg

## Sender in unmittelbarer Nähe
In Sichtweite vom Brocken in Richtung Westen stehen in Niedersachsen die Sendeanlagen auf dem Torfhaus (einschließlich Sender Harz-West). Von dort wurden vom NDR das ARD-Fernsehen, das ZDF und verschiedene Radioprogramme auch in die DDR gesendet. Heute werden von diesen Standort weiterhin Radio- und Fernsehprogramme ausgestrahlt. Jedoch fehlt beim DVB-T das ZDF-Paket. Es ist an vielen Empfangsstandorten mit einer gemeinsamen Antennenanlage möglich, alle Sender aus beiden Senderstandorten gleichzeitig zu empfangen.